# Lovoa swynnertonii
Lovoa swynnertonii är en tvåhjärtbladig växtart som beskrevs av E. G. Baker. Lovoa swynnertonii ingår i släktet Lovoa och familjen Meliaceae. Inga underarter finns listade i Catalogue of Life.